# Jardin des Couronnes
Le jardin des Couronnes est un espace vert du 20e arrondissement de Paris, dans le quartier de Belleville.

## Situation et accès
Le jardin est accessible par la rue des Couronnes.
Il est desservi par la ligne 2 à la station Couronnes.

## Origine du nom
Il doit son nom à la proximité de la rue des Couronnes.

## Historique
Le jardin est créé en 1925 au lieu-dit « Les Couronnes-sous-Savies ». Savies est le nom du domaine qui s'étendait sur le territoire de l'ancienne commune de Belleville.